# Aphanistes martini
Aphanistes martini là một loài tò vò trong họ Ichneumonidae.